# Huguette Plamondon
Huguette Plamondon (née le 6 janvier 1926, morte le 29 septembre 2010 à Montréal) est une syndicaliste québécoise.

## Biographie
En 1942, elle devient sténodactylo dans une entreprise de métallurgie.  En 1945, à l'âge de dix-neuf ans, elle est embauchée comme secrétaire au bureau du syndicat des Travailleurs unis des salaisons d’Amérique, à Montréal.  Elle participe aux campagnes de syndicalisation des ouvriers des abattoirs de Montréal.
En 1953, elle devient membre du Conseil du travail de Montréal, alors affilié à la centrale Congress of Industrial Organizations.  En 1955, elle devient présidente du Conseil du travail de Montréal.  Elle devient ainsi la première femme au Canada à présider une grande organisation syndicale.  Elle occupe ce poste jusqu'en 1958.  En 1956, elle participe au Rassemblement, éphémère mouvement politique présidé par Pierre Dansereau et vice-présidé par Pierre E. Trudeau.
En 1956, elle est élue vice-présidente du Congrès du travail du Canada.  Elle occupe ce poste pendant trente-deux ans, jusqu'en 1988.
De 1961 à 1966, elle siège au Conseil de planification économique du Québec.  En 1973, elle siège au Conseil économique du Canada.  Elle a été vice-présidente du Nouveau Parti démocratique du Canada.
Vers la fin de sa carrière syndicale, elle est directrice exécutive adjointe pour la région du Canada de l’Union internationale des travailleurs unis de l’alimentation et du commerce.
Elle avait épousé Roméo Mathieu, syndicaliste.  Elle meurt d'une crise cardiaque en 2010, à l'âge de 84 ans.